# Конъектура
Конъекту́ра (от лат. coniectura — «догадка, предположение») — метод восстановления утерянных или испорченных в рукописях мест — так называемых лакун. Текст восстанавливается по смыслу контекста, на основании правил грамматики и так далее. Особую необходимость метод приобретает, когда источники имеют большое культурное значение, однако в силу ряда причин (например, возраста) плохо сохранились. Конъектуры часто используются при интерпретации античных и средневековых текстов. Также они используются в научных расшифровках кумранских рукописей, клинописных табличек, надписей на древних обелисках и надгробиях и т. п.
При публикации текстов конъектуры обычно заключаются в квадратные (реже угловые) скобки и зачастую оговариваются/аргументируются в комментариях.

## Пример
Кумранский апокриф Книги Бытия — конъектуры заключены в квадратные скобки:

19. Тогда я, Ламех, [побежал?] к Мафусаилу, отцу своему, и все ему …

20. отцу своему, [чтобы] все от него правдиво он узнал, ибо он любим и …

21. жребий разделил, и ему сообщают все. И когда услышал Мафусаи[л] …

22. … к Еноху, отцу его, чтобы узнать от него всю правду …

23. желание. И он отправился к … Парваим и там он нашел Е[ноха]

24. [и] он сказал Еноху, отцу своему: О, отец мой, о господин мой, к которому я …

25. … и говорю тебе, чтобы ты не сердился на меня, что ныне я пришел к [тебе] …